# Luca Zuffi
Luca Zuffi (Winterthur, 27 marzo 1990) è un calciatore svizzero, centrocampista del Winterthur.

## Biografia
Suo padre, Dario, è stato anch'egli calciatore.

## Caratteristiche tecniche
È un centrocampista duttile, dotato di un buon tiro e specialista dei calci piazzati.

## Carriera

### Club
Dopo sei stagioni trascorse tra le file del Winterthur, approda in prestito al Thun. Alla fine della stagione 2012-2013, il Thun riscatta il suo cartellino e lo fa firmare per altre due stagioni.
Il 2 maggio 2014, il Basilea ufficializza l'acquisizione del cartellino del giocatore, il quale si unisce alla squadra nell'estate 2014.

## Statistiche

### Presenze e reti nei club
Statistiche aggiornate al 10 dicembre 2016.
| Stagione          | Squadra           | Campionato        | Campionato | Campionato | Coppe nazionali | Coppe nazionali | Coppe nazionali | Coppe continentali | Coppe continentali | Coppe continentali | Altre coppe | Altre coppe | Altre coppe | Totale | Totale |
| Stagione          | Squadra           | Comp              | Pres       | Reti       | Comp            | Pres            | Reti            | Comp               | Pres               | Reti               | Comp        | Pres        | Reti        | Pres   | Reti   |
| ----------------- | ----------------- | ----------------- | ---------- | ---------- | --------------- | --------------- | --------------- | ------------------ | ------------------ | ------------------ | ----------- | ----------- | ----------- | ------ | ------ |
| 2006-2007         | Winterthur        | CL                | 2          | 0          | CS              | 1               | 0               | -                  | -                  | -                  | -           | -           | -           | 3      | 0      |
| 2007-2008         | Winterthur        | CL                | 18         | 4          | CS              | 1               | 0               | -                  | -                  | -                  | -           | -           | -           | 19     | 4      |
| 2008-2009         | Winterthur        | CL                | 20         | 1          | CS              | 0               | 0               | -                  | -                  | -                  | -           | -           | -           | 20     | 1      |
| 2009-2010         | Winterthur        | CL                | 4          | 1          | CS              | 0               | 0               | -                  | -                  | -                  | -           | -           | -           | 4      | 1      |
| 2010-2011         | Winterthur        | CL                | 19         | 2          | CS              | 2               | 0               | -                  | -                  | -                  | -           | -           | -           | 21     | 2      |
| 2011-2012         | Winterthur        | CL                | 24         | 1          | CS              | 5               | 0               | -                  | -                  | -                  | -           | -           | -           | 29     | 1      |
| Totale Winterthur | Totale Winterthur | Totale Winterthur | 87         | 9          |                 | 9               | 0               |                    | -                  | -                  |             | -           | -           | 96     | 9      |
| 2012-2013         | Thun              | SL                | 26         | 1          | CS              | 3               | 0               | -                  | -                  | -                  | -           | -           | -           | 29     | 1      |
| 2013-2014         | Thun              | SL                | 28         | 3          | CS              | 5               | 1               | UEL                | 8                  | 3                  | -           | -           | -           | 41     | 7      |
| Totale Thun       | Totale Thun       | Totale Thun       | 54         | 5          |                 | 8               | 1               |                    | 37                 | 2                  |             | -           | -           | 70     | 8      |
| 2014-2015         | Basilea           | SL                | 29         | 5          | CS              | 3               | 0               | UCL                | 7                  | 0                  | -           | -           | -           | 39     | 5      |
| 2015-2016         | Basilea           | SL                | 36         | 4          | CS              | 3               | 0               | UCL+UEL            | 4+10               | 1+2                | -           | -           | -           | 53     | 7      |
| 2016-2017         | Basilea           | SL                | 14         | 2          | CS              | 2               | 0               | UCL                | 6                  | 1                  | -           | -           | -           | 22     | 3      |
| Totale Basilea    | Totale Basilea    | Totale Basilea    | 79         | 11         |                 | 8               | 0               |                    | 27                 | 4                  |             | -           | -           | 114    | 15     |
| Totale carriera   | Totale carriera   | Totale carriera   | 220        | 24         |                 | 25              | 1               |                    | 35                 | 7                  |             | -           | -           | 280    | 32     |

### Cronologia presenze e reti in Nazionale
| Cronologia completa delle presenze e delle reti in nazionale ― Svizzera | Cronologia completa delle presenze e delle reti in nazionale ― Svizzera | Cronologia completa delle presenze e delle reti in nazionale ― Svizzera | Cronologia completa delle presenze e delle reti in nazionale ― Svizzera | Cronologia completa delle presenze e delle reti in nazionale ― Svizzera | Cronologia completa delle presenze e delle reti in nazionale ― Svizzera | Cronologia completa delle presenze e delle reti in nazionale ― Svizzera | Cronologia completa delle presenze e delle reti in nazionale ― Svizzera |
| Data                                                                    | Città                                                                   | In casa                                                                 | Risultato                                                               | Ospiti                                                                  | Competizione                                                            | Reti                                                                    | Note                                                                    |
| ----------------------------------------------------------------------- | ----------------------------------------------------------------------- | ----------------------------------------------------------------------- | ----------------------------------------------------------------------- | ----------------------------------------------------------------------- | ----------------------------------------------------------------------- | ----------------------------------------------------------------------- | ----------------------------------------------------------------------- |
| 9-10-2015                                                               | San Gallo                                                               | Svizzera                                                                | 7 – 0                                                                   | San Marino                                                              | Qual. Euro 2016                                                         | -                                                                       |                                                                         |
| 13-11-2015                                                              | Trnava                                                                  | Slovacchia                                                              | 3 – 2                                                                   | Svizzera                                                                | Amichevole                                                              | -                                                                       | 74’                                                                     |
| 17-11-2015                                                              | Vienna                                                                  | Austria                                                                 | 1 – 2                                                                   | Svizzera                                                                | Amichevole                                                              | -                                                                       | 60’                                                                     |
| 29-3-2016                                                               | Zurigo                                                                  | Svizzera                                                                | 3 – 0                                                                   | Bosnia ed Erzegovina                                                    | Amichevole                                                              | -                                                                       | 46’                                                                     |
| Totale                                                                  |                                                                         | Presenze                                                                | 4                                                                       |                                                                         | Reti                                                                    | 0                                                                       |                                                                         |

## Palmarès

### Club

#### Competizioni nazionali
- Campionato svizzero: 3

Basilea: 2014-2015, 2015-2016, 2016-2017
- Coppa Svizzera: 2

Basilea: 2016-2017, 2018-2019